# Ediție de Platină Disney
Edițiile de Platină Walt Disney sunt o linie de DVD-uri (însoțite de casete VHS și, mai târziu de Blu-Ray-uri), lansate de Walt Disney Home Entertainment pentru a urma Colecției de Aur Disney, aflate pe piață între 2000 și 2001. Această serie cuprinde cele mai cunoscute și mai de succes filme de animație Disney. La data de 10 martie 2009 linia de Platină s-a încheiat, iar în 6 octombrie 2009, a debutat o nouă linie, cea de Diamant, care relansa edițiile de Platină și în format Blu-Ray.

## Istoric
Inițial, seria cuprindea 10 dintre cel mai bine vândute titluri VHS și urmau să fie lansate în luna octombrie a fiecărui an. Albă ca Zăpada și cei Șapte Pitici a fost primul film lansat în seria de DVD-uri, în 2001. Următoarele două titluri, Frumoasa și Bestia și Regele Leu au fost lansate în cinematografe IMAX în timpul sărbătorilor de dinaintea lansărilor pe DVD. Datorită profitului foarte mic, lansarea planificată pentru Aladdin în IMAX a fost anulată, iar practica a fost lăsată la o parte. În mai 2003, Disney a anunțat că va adăuga încă patru titluri de succes la colecție. Începând cu 2005, au fost lansate câte două Ediții de Platină în fiecare an, una în octombrie și una în februarie/martie.
Primele șase Ediții de Platină, de la Albă ca Zăpada și cei Șapte Pitici în noiembrie 2001, la Cenușăreasa din octombrie 2005, au fost disponibile și în format VHS.
Ultimele două Ediții de Platină, Frumoasa din Pădurea Adormită și Pinocchio, au devenit disponibile și în format Blu-Ray. Pe lângă discul cu filmul și cel cu elementele speciale, ediția Blu-Ray include și o copie pe DVD a filmului, pentru ca cei care doresc să aibă filmele în HD să poată să le urmărească și fără compatibilitate Blu-Ray.
Planul inițial pentru Ediția de Platină a fost ca filmele să fie relansate pentru un timp limitat, o dată la zece ani. De atunci, perioada de lansare a fost oarecum scurtată, durata dintre lansări fiind de șapte ani.
De asemenea, începând cu Frumoasa și Bestia, la scurt timp după lansarea filmului original a urmat și lansarea continuării filmelor într-o ediție specială pe DVD.

### Edițiile de Platină și de Diamant
| #  | Film                               | Ediție de Platină | Ediție de Platină | Ediție de Platină             | Ediție de Platină | Ediție de Diamant | Ediție de Diamant |
| #  | Film                               | Anul Lansării     | Data Lansării DVD | Data Lansării VHS             | Moratoriu         | Data Lansării     | Moratoriu         |
| -- | ---------------------------------- | ----------------- | ----------------- | ----------------------------- | ----------------- | ----------------- | ----------------- |
| 1  | Albă ca Zăpada și cei Șapte Pitici | 1937              | 9 octombrie 2001  | 27 noiembrie 2001             | 31 ianuarie 2002  | 6 octombrie 2009  | 15 martie 2011    |
| 2  | Frumoasa și Bestia                 | 1991              | 8 octombrie 2002  | 8 octombrie 2002              | 31 ianuarie 2003  | 5 octombrie 2010  | Va fi anunțat     |
| 3  | Regele Leu                         | 1994              | 7 octombrie 2003  | 7 octombrie 2003              | 31 ianuarie 2005  | Toamnă 2011       | Va fi anunțat     |
| 4  | Aladdin                            | 1992              | 5 octombrie 2004  | 5 octombrie 2004              | 31 ianuarie 2008  | Va fi anunțat     |                   |
| 5  | Bambi                              | 1942              | 1 martie 2005     | 1 martie 2005                 | 31 ianuarie 2007  | 1 martie 2011     | Va fi anunțat     |
| 6  | Cenușăreasa                        | 1950              | 4 octombrie 2005  | 4 octombrie 2005              | 31 ianuarie 2008  | Va fi anunțat     |                   |
| 7  | Doamna și Vagabondul               | 1955              | 28 februarie 2006 | Nelansat                      | 31 ianuarie 2007  | Va fi anunțat     |                   |
| 8  | Mica Sirenă                        | 1989              | 3 octombrie 2006  | Nelansat                      | 31 ianuarie 2009  | Va fi anunțat     |                   |
| 9  | Peter Pan                          | 1953              | 6 martie 2007     | Nelansat                      | 31 ianuarie 2009  | Va fi anunțat     |                   |
| 10 | Cartea junglei                     | 1967              | 2 octombrie 2007  | Nelansat                      | 31 ianuarie 2010  | Va fi anunțat     |                   |
| 11 | 101 dalmațieni                     | 1961              | 4 martie 2008     | Nelansat                      | 31 ianuarie 2010  | Va fi anunțat     |                   |
| 12 | Frumoasa din Pădurea Adormită      | 1959              | 7 octombrie 2008  | De asemenea lansat pe Blu-ray | 31 ianuarie 2010  | Va fi anunțat     |                   |
| 13 | Pinocchio                          | 1940              | 10 martie 2009    | De asemenea lansat pe Blu-ray | Va fi anunțat     | Va fi anunțat     |                   |

Toate filmele au fost restaurate digital pentru ediția lor „Platină”. Coloanele sonore au fost remixate pentru 5.1 Dolby Digital Surround Sound. De asemenea, fiind lansate într-o ediție de două discuri, pe cel de-al doilea există scene tăiate (unele chiar foarte vechi), desenele originale ale lui Disney și documentare „Cum s-a făcut?”, precum și alte elemente speciale.

### VideoclipurileEdițiilor de Platină
Alături a fost inclus și cântecul predominant al filmului (cântecul-temă) interpretat de un contemporan, cântecul fiind însoțit de un videoclip (toate Edițiile de Platină în afară de Bambi).
Acestea au fost:
- Albă ca Zăpada și cei Șapte Pitici: "Someday My Prince Will Come" de Barbra Streisand
- Frumoasa și Bestia: "Beauty and the Beast" de Jump5
- Regele Leu: "Circle of Life" de Disney Channel Circle of Stars
- Aladdin: "A Whole New World" de Nick Lachey și Jessica Simpson
- Cenușăreasa: "A Dream is a Wish Your Heart Makes" de Disney Channel Circle of Stars
- Doamna și Vagabondul: "Bella Notte" de Steve Tyrell
- Mica Sirenă: "Kiss the Girl" de Ashley Tisdale
- Peter Pan: "The Second Star to the Right" de T-Squad
- Cartea junglei: "I Wanna Be Like You" de Jonas Brothers
- 101 dalmațieni: "Cruella De Vil" de Selena Gomez
- Frumoasa din Pădurea Adormită: "Once Upon a Dream" de Emily Osment
- Pinocchio: "When You Wish Upon a Star" de Meaghan Jette Martin

### Continuările filmelor
Continuările unor filme au fost lansate la scurt timp după lansările lor Platină. Ele sunt după cum urmează:
| Film                               | An   | Continuare                                                                  | An Continuare | Relansarea continuării |
| ---------------------------------- | ---- | --------------------------------------------------------------------------- | ------------- | ---------------------- |
| Albă ca Zăpada și cei Șapte Pitici | 1937 | Nu are continuare                                                           | na            | na                     |
| Frumoasa și Bestia                 | 1991 | Frumoasa și Bestia: Crăciunul Fermecat                                      | 1997          | 2002                   |
| Regele Leu                         | 1994 | Regele Leu 2: Regatul lui Simba                                             | 1998          | 2004                   |
| Aladdin                            | 1992 | Întoarcerea lui Jafar și Aladdin și Regele Hoților                          | 1994 și 1996  | 2005 și 2005           |
| Bambi                              | 1942 | Bambi II                                                                    | 2006          | 2006                   |
| Cenușăreasa                        | 1950 | Cenușăreasa II: Visele se împlinesc și Cenușăreasa III: O Călătorie în Timp | 2002 și 2007  | 2007 și 2007           |
| Doamna și Vagabondul               | 1955 | Doamna și Vagabondul II: Aventura lui Scamp                                 | 2001          | 2006                   |
| Mica Sirenă                        | 1989 | Mica Sirenă II: Întoarcere în Mare și Mica Sirenă: Începuturile lui Ariel   | 2000 și 2008  | 2008 și 2008           |
| Peter Pan                          | 1953 | Întoarcerea în Țara de Nicăieri                                             | 2002          | 2007                   |
| Cartea junglei                     | 1967 | Cartea junglei 2                                                            | 2003          | 2007                   |
| 101 dalmațieni                     | 1961 | 101 Dalmațieni II: Aventura lui Patch la Londra                             | 2003          | 2008                   |
| Frumoasa din Pădurea Adormită      | 1959 | Nu are continuare                                                           | na            | na                     |
| Pinocchio                          | 1940 | Nu are continuare                                                           | na            | na                     |

### Ediția de Platinăîn România
Din nefericire pentru iubitorii Disney și colecționarii din România, nu există până în momentul de față în România toate Edițiile de Platină. Există pe piață doar o parte din ele, toate de la „Peter Pan” încoace, fiind dublate și în limba română. Celelalte titluri nici nu vor fi lansate pe piața din România, având în vedere faptul că urmează mult-așteptatele relansări sub titlul „Ediție de Diamant”, acestea fiind accesibile și în format DVD. Toate continuările începând cu „Mica Sirenă: Începuturile lui Ariel” sunt disponibile, de asemenea dublate în limba română.

## Ediția de Diamant
Începând cu Albă ca Zăpada și cei Șapte Pitici în octombrie 2009, Disney a început să relanseze titlurile Ediției de Platină sub franciza Ediție de Diamant, atât în format DVD (două discuri) cât și Blu-Ray (două discuri Blu-Ray și o copie digitală DVD). Disney plănuiește să relanseze toate titlurile Ediției de Platină. Despre Aladdin, care se zvonea că ar fi înlocuit de Fantasia și Fantasia 2000, în Ediție de Diamant, încă nu se știe nimic cu precizie variantele fiind acelea de a face parte din Setul de Diamant și astfel vom avea Setul de Platină relansat și remasterizat, sau de a nu fi lansat sub „Diamant”, iar în acest caz Colecția se va reduce la 12 titluri. Toate Edițiile de Diamant vor fi lansate până în 2016.

### Listă cu Edițiile de Diamant Walt Disney
| #  | Film                               | Data Lansării Ediției de Diamant Blu-Ray | Data Lansării în format DVD |
| -- | ---------------------------------- | ---------------------------------------- | --------------------------- |
| 1  | Albă ca Zăpada și cei Șapte Pitici | 6 octombrie 2009                         | 24 noiembrie 2009           |
| 2  | Frumoasa și Bestia                 | 5 octombrie 2010                         | 23 noiembrie 2010           |
| 3  | Bambi                              | 1 martie 2011                            | 19 aprilie 2011             |
| 4  | Regele Leu                         | 4 octombrie 2011                         | 15 noiembrie 2011           |
| 5  | Doamna și Vagabondul               | 7 februarie 2012                         | 20 martie 2012              |
| 6  | Cenușăreasa                        | 2 octombrie 2012                         | 20 noiembrie 2012           |
| 7  | Aladdin                            | Primăvara 2013                           | Primăvara 2013              |
| 8  | Mica Sirenă                        | Va fi anunțat                            | Va fi anunțat               |
| 9  | Peter Pan                          | Va fi anunțat                            | Va fi anunțat               |
| 10 | Cartea junglei                     | Va fi anunțat                            | Va fi anunțat               |
| 11 | 101 dalmațieni                     | Va fi anunțat                            | Va fi anunțat               |
| 12 | Frumoasa din Pădurea Adormită      | Va fi anunțat                            | Va fi anunțat               |
| 13 | Pinocchio                          | Va fi anunțat                            | Va fi anunțat               |

### Elementele Speciale
Ediția de Diamant conține în mare parte toate extrasurile de pe Ediția de Platină, însă cu multe alte activități în plus și un nou videoclip muzical cu piesa filmului. Până în prezent, acestea sunt:
- Albă ca Zăpada și cei Șapte Pitici: "Someday My Prince Will Come" de Tiffany Thornton
- Frumoasa și Bestia: "Beauty and the Beast" de Jordin Sparks

### Ediția de Diamantîn România
Primul titlu al Ediției de Diamant, și anume Albă ca Zăpada și cei Șapte Pitici, este disponibil în format DVD cu două discuri și în format Ediție de Diamant Blu-Ray, cu două discuri Blu-Ray și cu copia digitală DVD. A fost dublat în limba română.